# Ctenellidae
Ctenellidae is een familie van ribkwallen uit de klasse van de Tentaculata.

## Geslacht
- Ctenella C. Carré & D. Carré, 1993